# Caragonia monstruosa
Caragonia monstruosa är en insektsart som först beskrevs av Victor Antoine Signoret 1853.  Caragonia monstruosa ingår i släktet Caragonia och familjen dvärgstritar. Inga underarter finns listade i Catalogue of Life.